# Battaglia di Zawichost
La battaglia di Zawichost, detta anche campagna di Zawichost e combattuta il 19 giugno o il 14 ottobre 1205, fu un importante scontro militare che vide contrapporsi le truppe del duca Romano Mstislavič di Galizia-Volinia e le forze polacche guidate da Leszek I il Bianco, duca di Sandomierz, e da suo fratello Corrado I di Masovia. Quando Romano invase la Piccola Polonia, il suo esercito fu colto alla sprovvista e sconfitto dai nemici nei pressi di Zawichost, sul fiume Vistola. Romano fu ucciso in seguito alla battaglia, circostanza la quale portò al rafforzamento delle posizioni di Leszek e Corrado e innescò una travagliata guerra di successione nel principato di Galizia-Volinia. La schermaglia è considerata una delle più grandi vittorie della Polonia medievale.
Prima della battaglia, ossia nell'XI secolo, si erano verificate dispute di confine tra i principati polacchi e quelli ruteni, e i territori della Piccola Polonia e della Galizia-Volinia avevano cambiato bandiera più volte. L'Alto Medioevo fu caratterizzato da uno spopolamento continuo di queste aree, in passato terra natia sia di comunità rutene a est sia di polacchi a ovest. Nel 1199, Leszek il Bianco sostenne militarmente Romano Mstislavič aiutandolo ad affermarsi sul trono di Volodymyr, in Volinia. Tuttavia, il corso degli eventi mutò quando nel 1205 Romano invase la Piccola Polonia, portando a uno scontro con le forze polacche. Dopo la vittoria di Zawichost, la reputazione di Leszek il Bianco crebbe considerevolmente, consentendogli di assumere il potere a Cracovia. Suo fratello Corrado, raggiunta la maggiore età, richiese la cessione di una fetta dei suoi domini, generando una bipartizione della Polonia.

## Contesto storico
Le motivazioni alla base della campagna di Romano Mstislavič rimangono tutt'oggi poco chiare e sono oggetto di ampio dibattito in ambienti accademici. Le fonti storiche non forniscono una causa chiara, con il risultato che sono state partorite numerose ipotesi basate sull'analisi delle cronache e degli eventi politici di cui si ha contezza avvenuti a cavallo tra il XII e il XIII secolo.

### Principali teorie
Una delle interpretazioni più accreditate è la cosiddetta ipotesi sassone, basata sulla cronaca del monaco cistercense Alberico delle Tre Fontane. Secondo questo autore, la campagna di Romano sarebbe stata legata a lotte di potere interne nel Sacro Romano Impero. Si suppone che la spedizione potesse essere parte di un gioco politico più ampio in cui Romano era coinvolto da fazioni rivali in Germania. Sebbene questa teoria sia suffragata da alcune fonti dell'Europa orientale, non vi sono prove dirette del coinvolgimento attivo di Romano nelle dispute tedesche. Una seconda interpretazione è la cosiddetta ipotesi della Grande Polonia, stando alla quale le azioni di Romano furono il risultato di dissidi interni alla dinastia polacca dei Piasti. Particolare attenzione è stata dedicata alle tensioni sussistenti tra Ladislao III Laskonogi e Leszek I il Bianco, che potrebbero aver spronato Romano a intervenire. La Cronaca di Galizia e Volinia (1290 circa) indica che Leszek il Bianco era in conflitto con Ladislao Laskonogi e che Romano avrebbe dovuto agire a favore di uno di questi sovrani. Quest'interpretazione ha guadagnato popolarità nella storiografia polacca, ma degli studi di epoca successiva hanno evidenziato delle criticità in merito. Lo storico Artur Foryt ha azzardato che, sebbene Romano possa aver agito nel contesto delle schermaglie polacche, è probabile che le sue azioni fossero piuttosto motivate da obiettivi personali.
Secondo l'ipotesi rutena, il casus belli potrebbe essere coinciso con il rifiuto di Romano Mstislavič di riconoscere la supremazia di Leszek il Bianco. Questo atteggiamento potrebbe aver spinto il principe di Galizia-Volinia a inaugurare le ostilità. È possibile che in precedenza Leszek avesse concluso un accordo con Romano, ai sensi del quale costui si impegnava ad assumere determinati obblighi nei confronti del sovrano polacco. Tali doveri potrebbero aver costituito la base delle rivendicazioni di Leszek nei confronti di Romano. La Cronaca della Grande Polonia, dal canto suo, sottolinea che la principale fonte di attrito fu il rifiuto di Romano di pagare un tributo a Leszek. Il conflitto sui tributi fu cruciale nell'aumento delle tensioni bilaterali e potrebbe essere stato la causa diretta dello scoppio della guerra.

### Ipotesi di Jan Długosz
Secondo Jan Długosz, Romano Mstislavič avrebbe avuto diverse motivazioni per compiere le azioni da lui eseguite. In virtù delle enormi ricchezze accumulate in una Rus' di cui era praticamente quasi l'unico padrone, egli si interessò delle vicende della Polonia per via di diverse fattori che la stavano logorando. I principali coincidevano con la dispersione e la dissoluzione delle forze locali (sia la cavalleria sia la fanteria) e i conflitti in corso tra i più abbienti aristocratici polacchi. Un altro fattore fu la giovane età e l'inesperienza di Leszek il Bianco e di Corrado I di Masovia, che potrebbero aver indebolito la loro capacità di gestire efficacemente la situazione. Le azioni di Romano potrebbero anche essere state motivate dal fallimento dei negoziati con Leszek e Corrado. Secondo alcuni resoconti, il principe di Galizia-Volinia chiese la cessione delle terre di Lublino e un risarcimento per le perdite subite durante la battaglia del Mozgawa, a cui aveva preso parte. Tuttavia, la risposta dei sovrani polacchi fu di netto rifiuto, poiché venne bocciata qualsiasi pretesa sostenendo che Romano, abbandonando il campo degli scontri, avrebbe perso ogni diritto a qualsiasi rivendicazione.
Długosz spiega inoltre che, prima di attraversare il confine polacco, Romano inviò degli emissari dal vescovo di Volodymyr e chiese la sua benedizione, poiché intendeva condurre una campagna in Polonia per un triennio. Il vescovo rifiutò i doni di Romano e gli negò qualsiasi benedizione, spiegando che «non si può benedire lui o la sua impresa, poiché ha già iniziato guerre ingiuste e malvagie e si sta nuovamente imbarcando in un conflitto del tutto ingiustificato, considerando che i polacchi hanno così spesso esposto i loro corpi al pericolo e alla morte per difendere i ruteni dai barbari». Romano replicò presto, facendo sapere al vescovo che gli avrebbe tagliato la testa al ritorno dalla vittoria.

## Forze in campo

### Forze rutene

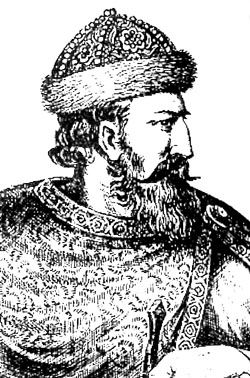
Ritratto immaginario di Romano Mstislavič

Ancora oggi non si è stabilito con precisione quanto numeroso fosse l'esercito radunato da Romano Mstislavič durante la sua spedizione. Tuttavia, alla luce delle fonti storiche e delle analisi disponibili, si possono trarre diverse conclusioni al riguardo. I preparativi della spedizione lasciano desumere che Romano fosse alla testa di un esercito relativamente folto, in grado di condurre un'offensiva pesante in un'area ostile e per lungo tempo. Il Rocznik Krakowski, una delle fonti chiave a descrivere gli eventi in esame, afferma che le fila dell'esercito ruteno ammontavano a circa 13 000 uomini. Questa cifra è stata per un certo periodo ritenuta verosimile dagli storici, tanto che vi è chi ha desunto da questo dato la forza militare acquisita dalla Galizia-Volinia sotto Romano. La ricerca storica moderna, tuttavia, ha messo in dubbio questa cifra. Lo storico Arthur Foryt e Mariusz Samp hanno ritenuto che queste cifre potrebbero essere esagerate e le hanno ridimensionate a un numero compreso tra i 5 000 e i 7 500 uomini. Stando a Foryt, un simile totale sarebbe stato le dimensioni più in linea con le capacità logistiche del principato e con la natura della spedizione.
Proprio a proposito della Galizia-Volinia, si è ricordato quanto potesse incidere come fattore la forza raggiunta dal principato al tempo di Romano Mstislavič. A livello politico e militare, la regione si era infatti affermata tra le più ricche e sviluppate della Rus'. Romano, in quanto sovrano del principato, vantava verosimilmente le risorse per mantenere un esercito numeroso e ben equipaggiato, elemento il quale gli conferì un vantaggio significativo negli scontri con gli Stati vicini. Malgrado tali premesse, non si conosce l'arco temporale entro cui si concluse un simile processo di rafforzamento bellico. La lunghezza entro cui si sviluppò potrebbe essere dipesa da diversi fattori, come il grado di stabilità delle singole aree territoriali minori, l'ammontare effettivo delle risorse disponibili e l'indubbia gradualità necessaria per la cristallizzazione delle varie migliorie militari apportate. La serie di incertezze che contraddistingue queste considerazioni, unita alla mancanza di prove chiare nelle fonti medievali e alle discrepanze interpretative che ne sono conseguite, ha generato stime diverse da parte degli esperti.

### Forze polacche

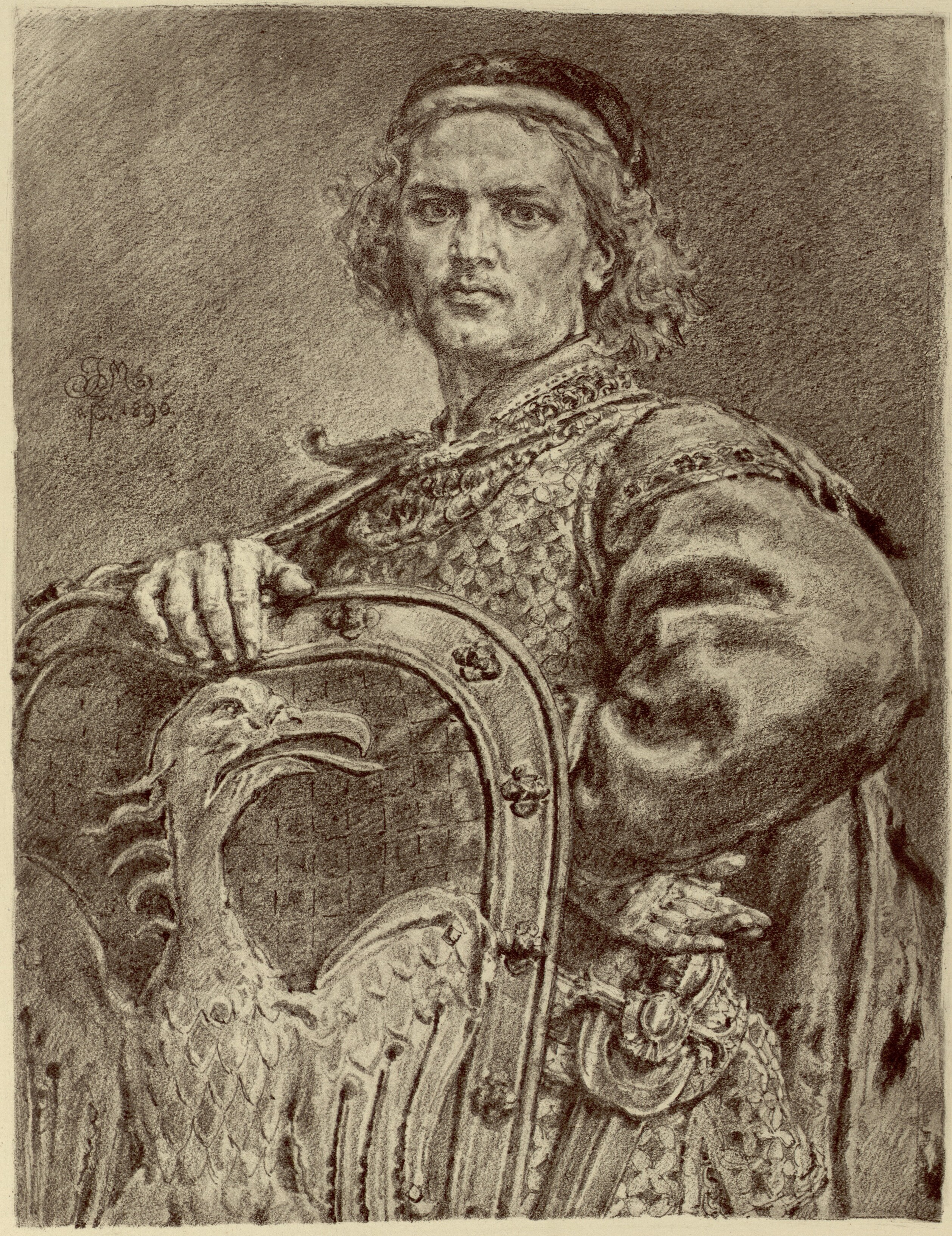
Ritratto di Leszek I il Bianco

Più sicurezza vi è sull'entità delle forze polacche, sicuramente minori rispetto all'esercito di Romano Mstislavič. La capacità di mobilitazione del ducato di Masovia e del ducato di Sandomierz era limitata a causa delle scarse risorse umane ed economiche di entrambe le regioni. Si stima che l'esercito radunato da Leszek il Bianco e Corrado I di Masovia contasse tra i 2 000 e i 2 500 combattenti. Il comando delle forze polacche fu affidato al voivoda di Masovia Krystyn, che svolse un ruolo chiave nell'organizzazione della difesa e nella direzione delle truppe nella battaglia decisiva. Nonostante la schiacciante superiorità numerica dell'esercito ruteno, l'esito della campagna non fu determinato esclusivamente dalla forza dell'esercito. La conoscenza del territorio, l'efficacia delle tattiche e i probabili errori di coordinamento dei ruteni giocarono un ruolo significativo nella vittoria polacca.

## Inizio della campagna

### L'assedio di Łuków e Lublino e le manovre rutene
Il corso della campagna di Romano Mstislavič contro i domini polacchi rimane nebuloso e difficile da ricostruire completamente, principalmente a causa delle contraddizioni nelle fonti storiche. Jan Długosz fornisce una descrizione dettagliata delle azioni nelle sue opere, ma varie informazioni importanti sono state omesse o non confermate da altri resoconti. Secondo Długosz, Romano intrattenne delle trattative con due vescovi polacchi, a dimostrazione del tentativo di risolvere il conflitto diplomaticamente, ma questi colloqui non sortirono alcun esito fruttuoso. Il cronista menziona anche l'assedio di Lublino da parte dei ruteni, ma la città alla fine non si arrese. La concisa descrizione di quest'episodio compiuta da Długosz non trova conferma in altre fonti. Anche le ragioni della campagna restano controverse, generate o da una risposta alle provocazioni polacche o a un'iniziativa espansionistica di Romano, specie nei confronti del ducato di Sandomierz.
Lo storico Artur Foryt ha fornito una dettagliata analisi della campagna di Romano in diverse fasi chiave. La prima di esse coincise con degli attacchi concentrati a ridosso Drohiczyn, dopodiché seguirono degli scontri con un piccolo contingente polacco composto da poche centinaia di guerrieri e schierato da Leszek il Bianco e Corrado I di Masovia. Successivamente, ebbe luogo l'assedio di diverse roccaforti polacche (secondo Foryt, molto probabilmente Łuków e Lublino, entrambe destinate a essere conquistate dai ruteni). Le truppe polacche furono costrette a ritirarsi oltre la Vistola e l'esercito ruteno le inseguì, raggiungendo la zona di Zawichost nella seconda metà di giugno.

### Raggiungimento della Vistola
Il luogo esatto raggiunto dai ruteni sulla Vistola rimane sconosciuto. Alcune fonti hanno suggerito che potrebbe trovarsi a sud di Zawichost, sollevando discrepanze nella determinazione del luogo chiave della battaglia. È comunque certo che Romano si avvicinò alla Vistola, grazie ai risultati positivi conseguiti nella prima fase della campagna. Inseguendo le forze polacche in ritirata, l'esercito ruteno stabilì un accampamento il 18 giugno non lontano dal corso d'acqua. Nonostante le fortune iniziali, il destino della spedizione dipendeva da ulteriori sviluppi, che costrinsero Romano ad affrontare difficoltà logistiche e un'encomiabile resilienza dei polacchi.

## La battaglia

### Attraversamento della Vistola e controffensiva polacca
Il 19 giugno 1205, Romano Mstislavič iniziò l'attraversamento della Vistola con il suo seguito. Il numero esatto di soldati coinvolti nell'attraversamento rimane sconosciuto, ma l'operazione avvenne senza che le forze polacche opponessero resistenza. Romano, basandosi sulle informazioni fornite dai suoi esploratori, credeva che gli avversari si trovassero lontani dal punto di attraversamento. Quest'eccessiva fiducia nelle informazioni fornitegli si rivelò un errore strategico. La decisione di guadare in quella località, secondo lo storico Artur Foryt, fu dovuta alle difficili condizioni del terreno rispetto ad altre zone. Nello stesso momento, una forza combinata masoviano-sandomierziana guidata da Corrado I di Masovia e Leszek il Bianco raggiunse Zawichost. Secondo Jan Długosz, le forze polacche sarebbero state comandate dal voivoda di Masovia Krystyn e Romano commise l'esiziale errore di sottovalutarne l'entità.
Dopo che l'esercito ruteno ebbe attraversato la Vistola, i comandanti polacchi decisero di marciare di notte verso Zawichost, al fine di impedire al nemico di guadare il fiume o di coglierlo di sorpresa mentre lo attraversava. È possibile che gli esploratori polacchi avessero riconosciuto il principe Romano dalla sua caratteristica armatura e dalle insegne principesche, il che potrebbe aver influenzato la decisione di attaccare in fretta. Le truppe polacche si posizionarono attentamente nelle proprie postazioni: gli arcieri occuparono la collina dominante da dove potevano scoccare delle frecce, mentre la cavalleria si nascose dietro un'ansa della Vistola, in attesa di ordini e di poter caricare. Il piano era di sfondare le forze alicee (rutene) ammassate nella gola vicino a Zawichost sfruttando la sorpresa, la capacità di slancio e il supporto degli arcieri. Al segnale concordato, i cavalieri polacchi si mossero in una colonna compatta, accelerando man mano che si avvicinavano alla posizione nemica. L'attacco inaspettato colse del tutto di sorpresa le truppe rutene, le quali, impaurite e ammassate, non furono in grado di organizzare una difesa efficace. A seguito della carica delle forze polacche, i ruteni subirono pesanti perdite e il loro schieramento fu completamente sbaragliato.

### Sconfitta dell'esercito ruteno e morte di Romano
(Jan Długosz)
Rendendosi conto che le sue truppe erano cadute in una trappola, Romano cercò di allestire rapidamente una difesa. Tuttavia, la congestione delle truppe e la mancanza di spazio di manovra impedirono una risposta efficace. I ruteni, bloccati dal corso d'acqua, tentarono di scampare avvicinandosi alla riva destra della Vistola, ma la ritirata si risolse in un disastro. Durante tale fase, le forze polacche diedero il via un inseguimento durante il quale causarono un numero di vittime enorme. Molte cronache polacche sottolineano l'entità delle perdite subite dall'esercito ruteno, i cui superstiti furono pochissimi. Secondo Długosz, molti ruteni annegarono e molti altri morirono per mano della popolazione locale, mentre le truppe polacche li inseguivano fino a Volodymyr. Per ordine di Leszek e Corrado, le spoglie di Romano furono sepolte a Sandomierz. Le due fazioni raggiunsero un'intesa e i ruteni liberarono tutti i prigionieri e pagarono 1 000 marchi d'argento per recuperare il corpo di Romano, che fu poi sepolto a Volodymyr. Długosz testimonia altresì un incredibile massacro, affermando che il fiume Vistola, vicino a Zawichost, assunse per un istante il colore del sangue.
Ad ogni modo, le circostanze esatte della morte di Romano Mstislavič rimangono sconosciute. Secondo la Cronaca di Suzdal', Romano fu ucciso in battaglia, come hanno creduto pure storici contemporanei come Artur Foryt e Perfecky. La Cronaca di Galizia e Volinia, d'altro canto, non specifica come avvenne la sua morte, limitandosi a menzionare solo la scomparsa del principe. La morte di Romano determinò la sconfitta dell'esercito ruteno e pose fine alla schermaglia di Zawichost, lasciando un segno indelebile nella politica della regione.

## Conseguenze
Dopo il suo trionfo, la reputazione di Leszek ne risentì in maniera positiva, conferendogli credibilità e la fiducia di Cracovia. Gli Annali di Jan Długosz riferiscono che fu addirittura in grado di mantenere temporaneamente il controllo sulla città su invito degli aristocratici locali. Corrado, divenuto maggiorenne, chiese quanto gli spettasse in termini di eredità, e, su consiglio della madre e di un gruppo ristretto di aristocratici, i due fratelli si spartirono il paese sotto la propria autorità. Ciò rese però la Polonia instabile a causa dei conflitti interni che ne seguirono ed essa fu invasa dai lituani, un popolo fino ad allora sconosciuto. La stessa sorte toccò alla Galizia e alla Volinia, ma al netto delle gravi perdite che avevano patito, i suoi abitanti riuscirono a sconfiggere gli invasori. Ben più grave fu la situazione che ne seguì, poiché la guerra civile dilaniò il popolo ruteno per vari decenni.